# Lavans-sur-Valouse
korábbi község (település) Franciaországban, Jura megyében. 2019. január 1-jén Chemilla, Cézia és Saint-Hymetière községgel egyesült és Saint-Hymetière-sur-Valouse új község része lett.
település Franciaországban, Jura megyében. Lakosainak száma 146 fő (2015). Lavans-sur-Valouse Chisséria, Cézia, Chemilla, Coisia, Cornod, Vescles, Vosbles, Arinthod és Thoirette-Coisia községekkel határos.

## Népesség
A település népességének változása:
| Lakosok száma | 112  | 85   | 89   | 113  | 148  | 139  | 139  | 141  | 146  | 153  |
|               | 1968 | 1975 | 1982 | 1990 | 1999 | 2006 | 2011 | 2013 | 2015 | 2016 |